# O Espadachim de Carvão (2013)
O Espadachim de Carvão é um livro de fantasia e ação escrito por Affonso Solano, e publicado no ano de 2013 pelo selo Fantasy da Casa da Palavra. É o primeiro volume da série e figura com média de 4,5 estrelas no Submarino, Amazon, iTunes, e Skoob.
O segundo livro da série chama-se As Pontes de Puzur. O terceiro livro se chama A Voz do Guardião Cego.

## Enredo
A história começa com Adapak, um jovem de 19 ciclos, lutando contra alguns guandirianos que estavam atrás dele tentando matá-lo, aparentemente sem motivo. Mas utilizando Os Círculos Tibaul e as espadas gêmeas, Igi e Sumi, feitas de osso de anbärr, ele consegue se livrar da perseguição rapidamente, mas antes de ir embora o macho líder fala a misteriosa palavra "Ikibu", que deixa o jovem Adapak muito intrigado.
A partir disso ele vai procurar Barutir Ob, um sacerdote que era seu professor na infância, pois ele pode saber o significado da palavra e ajudar Adapak a solucionar esse mistério. Mas assim que chega em Urpur, ele acaba sendo preso junto com Jarkenum Raned, um malandro que, em seguida, ajuda ele a escapar quando é confundido com o Imperador Saruma, uma entidade sobrenatural que pode se transformar em ave. Porém, Adapak, com a consciência pesada, decide ficar na cela como uma forma de redenção até que do nada aparecem alguns homens que repetem a palavra "Ikibu" e tentam matá-lo; Adapak e Jarkenum fogem juntos da prisão.
Quando chega na casa de Barutir, não encontra ninguém de cara, mas logo em seguida ele aparece bêbado e começa a despejar sua antiga mágoa no jovem Adapak, que desiludido, decide ir sozinho para o continente Larsuria e procurar Telalec, que ensinou para ele como usar Os Círculos há muitos ciclos, e que era sua segunda opção para ajudar na resolução desse mistério, porém, quando ele menos espera Telalec aparece na casa e decapita Barutir com sua espada Lukur. Logo depois ele começa a perseguir Adapak, querendo matá-lo, mas o jovem foge do local rapidamente.
Para escapar da morte, Adapak com um braço amputado entra em uma nau que vai para a "Casa dos Cinqüenta", um local desconhecido para o jovem. Dentro da nau, ele começa a ter problemas com grande parte da tripulação que o chama de "feiticeiro" por causa da cor de sua pele e dos olhos brancos como os de um cego. Quando ele conhece Sirara Nanshe, a capitã da nau, decide abrir o jogo para ela que, por sua vez, o aceita oficialmente como passageiro com a condição de ficar com suas coisas, incluindo as espadas. Logo em seguida, um verme do mar aparece e Adapak derrota ele com uma faca que rouba dum tripulante; a capitã fica muito agradecida. A viagem continua por algum tempo e de repente, alguns tripulantes formam um motim para tirar a capitã Sirara do comando que só não dá certo graças a intervenção de Adapak.
Chegando na ilha de Caspama, Sirara devolve as espadas para o espadachim. Ele agora está a procura de um nekelmuliano para "derrubar" ele, porque assim ele pode acabar recuperando memórias perdidas que podem resolver o mistério. Num bordel, ele acaba encontrando Ubara Tüt, um feiticeiro que revela a ele que as espadas Igi e Sumi são relíquias Dingirï, e que também há uma terceira irmã chamada Lukur. Depois disso ele vai para um bar onde reencontra Sirara e outros dois tripulantes. Sirara chama um nekelmuliano amigo e pede para derrubar o jovem. Ao ficar inconsciente, Adapak vê uma imagem que desenha depois de acordar. Sirara identifica o desenho como sendo a praia de Montanha Gentil, em Larsuria. A Casa Abandonada de Anu’ När.
A noite, Adapak e Sirara tem uma conversa mais íntima e depois vão para o "Tesouros do Passado", onde Adapak encontra Ubara que termina de contar a história das três espadas irmãs que são ligadas de forma a nunca se perderem, e ele então descobre que é assim que Telalec, o verdadeiro responsável por sua perseguição, vinha encontrando ele todas as vezes. Em seguida, entram novos perseguidores na loja e logo Adapak se encontra com Telalec que faz de Sirara sua refém.
Depois de transportados para a Casa Abandonada de Anu' När, Telalec revela que viu o nascimento de Adapak e que ele é a união de todas as espécies, criado como um experimento de Anu' När. E que seu objetivo é eliminá-lo, porque sua existência coloca em risco todos os seres vivos de Kurgala. Por fim, os dois lutam e Adapak acaba ganhando o duelo, curando depois Sirara que tinha sido mortalmente ferida por Telalec.

## Personagens
- Adapak: Protagonista, ele tem os olhos brancos e a pele absolutamente negra. Ele usa os Círculos Tibaul como uma espécie de auxílio nas batalhas. É supostamente filho de Enki' När, um dos quatro deuses de Kurgala.
- Barutir Ob: Professor de Adapak, que teve sua memória modificada por Enki' När. É marido de Nafaela.
- Jarkenum Raned: Um malandro que conhece Adapak em Urpur. Os dois são presos e depois fogem com a ajuda um do outro.
- Telalec: Foi o mentor de Adapak quando mais novo, e depois acabou adquirindo as memórias de Anu' När e por isso decidiu que precisava eliminar Adapak, seu antigo aprendiz.
- Sirara Nanshe: Capitã de uma nau, que levou o jovem espadachim Adapak para a ilha de Caspama e também foi salva várias vezes por Adapak no decorrer da história.
- Ubara Tüt: Um feiticeiro, dono do "Tesouros do Passado" cujo conhecimento sobre as relíquias Dingirï ajuda Adapak a desvendar o mistério.

## Recepção da Crítica
O livro recebeu críticas geralmente favoráveis. Thiago Romariz, do site Omelete escreveu "Neste livro, o leitor será apresentado não apenas à aventura de um exímio espadachim, mas também a um dos melhores universos mitológicos criados por um autor brasileiro."
Na revista eletrônica d'O Globo, Marina Cohen ressaltou "As referências do autor carioca vão do escritor Stephen King ao cineasta Steven Spielberg, passando por J. R. R. Tolkien e livros-jogos de RPG de Ian Livingstone e Steve Jackson."
O site Putzilla, entretanto, apontou "'O espadachim de Carvão' demora um pouco para engrenar, com um começo confuso, citando um monte de conceitos que só serão explicados com o decorrer da trama, mas tudo isso é compensado pelo jeito dinâmico que o autor apresenta eles."

## Espécies

### Їnannarianos
Os Їnannarianos são rápidos com suas pernas longas, um par de orifícios de cada lado da cabeça indica suas orelhas, vivem em Thal, pele roxa, cabelos enrolados da mesma cor que a pele.
Nekelmukiano
Pele azulada, globos oculares azuis, conseguem derrubar as pessoas com seus poderes oculares.